# Liudmila Gurcenko
Liudmila Gurcenko (în rusă Людми́ла Ма́рковна Гу́рченко, transliterat: Liudmila Markovna Gurcenko, în ucraineană Гурченко Людмила Марківна, n. 12 noiembrie 1935, Harkov, RSS Ucraineană, URSS – d. 30 martie 2011, Moscova, Rusia), a fost o actriță de teatru și film, regizoare și cântăreață rusă, de origine ucraineană.
Printre cele mai cunoscute filme ale sale se numără Fata cu chitara (1958), Îmblânzitorii de biciclete (1964), Siberiada (1979) și Gară pentru doi (1983).

## Filmografie selectivă
- 1956 Дорога правды
- 1956 Noapte de carnaval (Карнавальная ночь), regia Eldar Reazanov
- 1956 Сердце бьётся вновь…
- 1956 Человек родился
- 1958 Fata cu chitara (Девушка с гитарой / Devușka s gitaroi), regia Aleksandr Faințimmer
- 1960 Роман и Франческа
- 1960 Cerul Balticii (Балтийское небо), regia Vladimir Vengherov
- 1961 Cine-i de vină? (Гулящая / Guleașceaia), regia Ivan Kavaleridze
- 1964 Îmblânzitorii de biciclete (ru:Yкротители велосипедов / Ukrotiteli velosipedovst), regia Iuli Kun
- 1969 Cadavrul viu (Живой труп), regia Vladimir Vengherov (dublare voce pentru Svetlana Toma)
- 1970 Unul din noi	(Один из нас), regia Ghennadi Poloka
- 1977 Mama (Мама), regia Elisabeta Bostan
- 1977 Обратная связь
- 1979 Cinci seri (Пять вечеров), regisa Nikita Mihalkov
- 1979 Siberiada (Сибириада), regia Andrei Koncealovski
- 1980 Câteva zile din viața lui Oblomov (Несколько дней из жизни И. И. Обломова), regia Nikita Mihalkov (nemenționat)
- 1981 Любимая женщина механика Гаврилова, regia Piotr Todorovski
- 1983 Gară pentru doi (Вокзал для двоих / Vokzal dlia dvoih), regia Eldar Riazanov
- 2009 Пёстрые сумерки